# Sybra puncticollis
Sybra puncticollis är en skalbaggsart som först beskrevs av Francis Polkinghorne Pascoe 1865.  Sybra puncticollis ingår i släktet Sybra och familjen långhorningar. Inga underarter finns listade i Catalogue of Life.